# الصباغ الأصفر 10

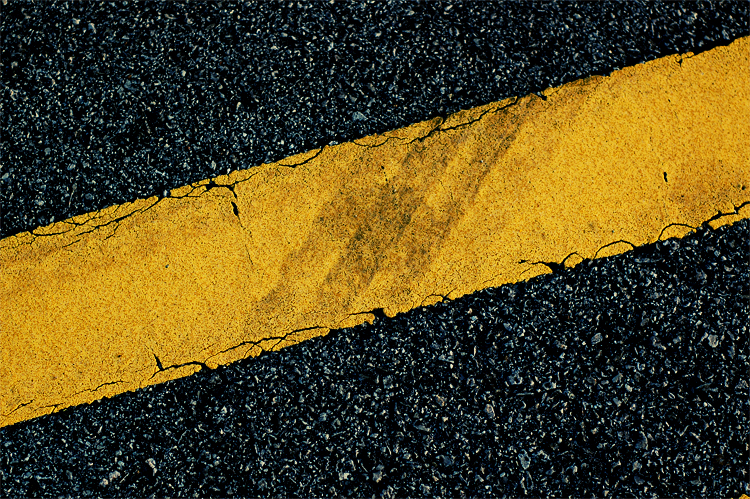
يستخدم الصباغ الأصفر 10 بشكل شائع للعلامات الصفراء للطريق

الصباغ الأصفر 10 (بالإنجليزية: Pigment Yellow 10)‏ هو مركب عضوي يصنف على أنه صبغة أحادي ازو بيرازولون . يتم استخدامه كملون أصفر، لا سيما كعلامة صفراء على الطرق السريعة في الولايات المتحدة. ويتم تصنيع هذا المركب من خلال اقتران الملح الديازونيوم المستمدة من ثنائي كلوروالأنيلين مع بيرازولون.
يتكون هيكل الصبغة، كما تحدده دراسة البلورات بالأشعة السينية ، من جزيء مستوٍ له رابطة C = O ومجموعتي هيدرازون . 